# Yasmine Motarjemi
Yasmine Motarjemi, née en 1955 à Chiraz en Iran, est une spécialiste des intoxications alimentaires et lanceuse d'alerte.

## Biographie
Yasmine Motarjemi a pour parents un chirurgien et une sage-femme.
Elle étudie la chimie et la biologie à l'Université Claude-Bernard à Lyon ainsi que les techniques des industries alimentaires à l'université Montpellier-II, avant de faire une thèse en technologie alimentaire à l'Université de Lund. Elle est ensuite assistante de recherche dans cette même université.[citation nécessaire]
En 1990, elle rejoint l'Organisation mondiale de la santé (OMS) à Genève, où elle devient experte scientifique et directrice de la sécurité alimentaire et de l'aide alimentaire. En 1998, elle rejoint la multinationale Nestlé. À partir de 2000, elle devient directrice de la sécurité alimentaire au niveau mondial et membre de la direction au siège de Vevey,.
En 2003, elle est mise au courant de deux cas de bébés qui ont failli s'étouffer avec des biscuits fabriqués en France par la multinationale de marque P'tits Biscuits. Nestlé affirme que ces cas sont isolés. Elle découvre cependant qu'une quarantaine d'autres réclamations sur le même produit n'ont pas été prises en compte et que le problème est bien connu par l'entreprise. La farine incriminée est finalement modifiée ce qui permet de changer la composition des biscuits.
En 2005, Nestlé doit retirer de la vente du lait infantile en Chine à la suite de la découverte d'excès d'iode.
À partir de 2006, elle demande un audit sur la toxicité des produits infantiles. En 2008, une intoxication alimentaire de grande ampleur de laits contaminés par la mélamine provoquant des affections rénales touche 300 000 bébés en Chine, dont 13 en meurent.
En 2006, le directeur des biscuits incriminés en France est promu en devenant directeur qualité monde au siège social de Vevey en Suisse et devient de ce fait son directeur hiérarchique. Celui-ci lui retire ses responsabilités pour la reléguer à des tâches subalternes et son harcèlement dans l'entreprise commence. En 2010, elle est licenciée pour divergence d'opinions. Elle refuse l'indemnité de départ de 300 000 francs suisses censé acheter son silence.
En mars 2011, elle dépose une plainte contre Nestlé auprès du tribunal du canton de Vaud pour harcèlement moral et psychologique. Elle réclame 2,1 millions de francs suisses (1,7 million d'euros) pour ses frais et sa perte de gain à son ex-employeur et un franc symbolique pour tort moral. En février 2015, elle publie une tribune Mon devoir envers la société et l'humanité dans le journal suisse L'essor pour expliquer son parcours
Le procès débute en 2015. Par un arrêt du 7 janvier 2020, les motifs de harcèlement moral et psychologique, l'absence de protection de sa personnalité et qu'elle a été intimidée de « manière insidieuse » sont reconnus par la cour d'appel ,. En 2023, Nestlé renonce à déposer un recours, l'entreprise devant alors lui verser 2 millions de francs pour la perte de salaire et les dommages et intérêts, 100 000 francs pour les frais de justice et 1 franc symbolique pour tort moral.
Elle fait partie de l'association le Mur des insoumis, qui soutient les lanceuses et lanceurs d'alerte,.
Elle est une des cofondatrices de l'association DEW (Defending Employees and Whistleblowers), une structure qui défend les lanceuses et lanceurs d'alerte en Suisse.
En 2025, elle coécrit avec le journaliste Bernard Nicolas le livre Ce que l'empire que Nestlé nous cache aux Éditions Robert Laffont qui témoigne et dénonce les pratiques internes globales de Nestlé qui ont conduit à ces scandales alimentaires,.

## Récompenses
En 2019, elle reçoit le prix GUE/NGL décerné par le groupe de la gauche au parlement européen pour les journalistes, les lanceuses et lanceurs d'alerte et les personnes qui défendent du droit à l'information.
En 2020, elle est retenue comme candidate pour le prix courage décerné par le magazine suisse Beobachter, prix qui veut honorer et promouvoir des personnalités « qui se battent sans peur et avec dévouement pour une idée - en faveur d'une Suisse ouverte, solidaire et juste ».

## Publications
- Encyclopedia of Food Safety, Academic Press, 2013,  (ISBN 978-0123786128)
- Food Safety Management: A Practical Guide for the Food Industry, Academic Press, 2013,  (ISBN 978-0123815040)
- Ce que l'empire que Nestlé nous cache, coécrit avec le journaliste Bernard Nicolas, Robert Laffont, 2025,  (ISBN 978-2221279250) [19]